# GM Food
General Markets Food Iberica (GM Food) ist ein spanisches Großhandelsunternehmen für Lebensmittel mit Hauptsitz in Vilamalla (Provinz Girona in der Region Katalonien) und der Rechtsform einer Sociedad Anónima Unipersonal (S.A.U., Aktiengesellschaft mit nur einem Gesellschafter). Es betreibt mehr als 70 Cash-and-carry-Märkte (GMcash, wobei GM für Gros Mercat steht) mit angeschlossener Belieferung. Direkt beliefert werden rund 800 Verkaufsstellen der im Franchisingmodell betriebenen Handelsketten Suma, Proxim und Spar sowie über 2500 weitere Einzelhandelsfilialen und Horeca-Betriebe. Außerdem betreibt GM Food etwa 20 Tankstellen der Marke GMOil.
Niederlassungen von GM Food befinden sich in Burgos (Burgos), Fuente de Piedra (Málaga), Ingenio (Las Palmas de Gran Canaria), Montcada i Reixac (Barcelona), Tortosa (Tarragona), Torrejón de Ardoz (Madrid) und Vilamalla (Gerona).
GM Food beschäftigte im Jahr 2020 etwa 2400 Mitarbeitende und erzielte einen Jahresumsatz von rund 1,1 Milliarden Euro. Es ist damit Spaniens Marktführer, knapp vor der zur Metro Group gehörenden Makro Autoservicio Mayorista mit 1,036 Milliarden Euro Umsatz. Gemessen an der Verkaufsfläche war das Unternehmen im Jahr 2016 mit insgesamt gut 178.000 Quadratmetern der zweitgrößte Großhändler Spaniens hinter Makro Autoservicio Mayorista (rund 230.000 Quadratmeter).

## Geschichte
GM führt seine Geschichte bis ins Jahr 1925 zurück, als Pere Miquel Estela einen kleinen Handel mit Obst, Getreide und anderen Lebensmitteln begann. 1958 wurde mit seinen Söhnen Ramón, Amadeu und Josep das Familienunternehmen Pere Miquel i Fills gegründet, das 1969 Mitglied des Einkaufsverbundes Unión Vege Española wurde. 1970 eröffnete das Unternehmen in Figueres den ersten Cash-and-carry-Markt Spaniens. Im Jahr 1986 führte man die eigene Marke Gourmet ein.

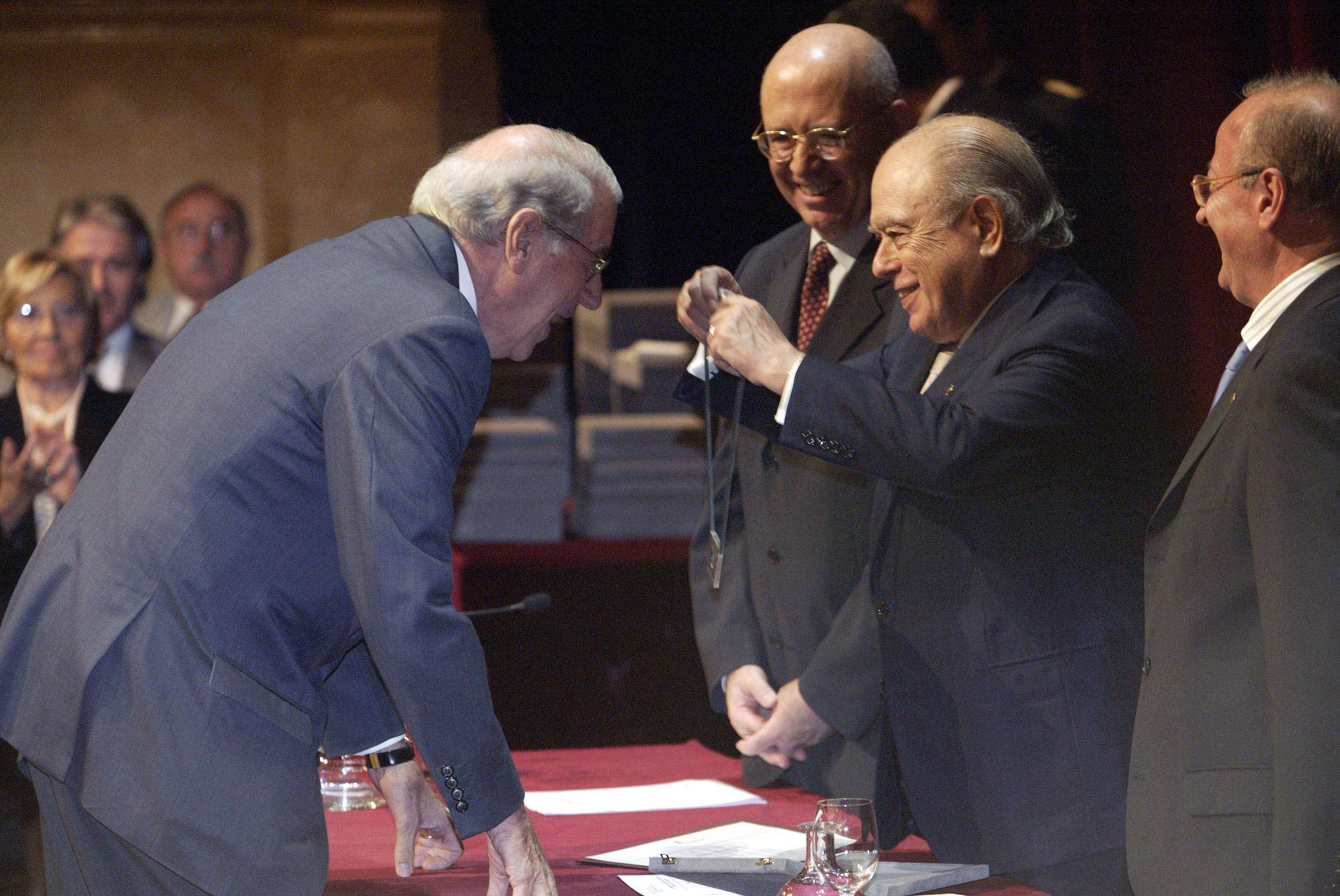
Ramon Miquel i Ballart, bei der Ehrung mit dem Kulturpreis Creu de Sant Jordi durch den katalanischen Regierungschef Jordi Pujol im Jahr 2003

Ab 1993 nannte sich das Unternehmen Miquel Alimentació Grup (spanisch auch kurz Grupo Miquel), Präsident der Gruppe wurde Ramon Miquel i Ballart, einer der Söhne des Unternehmensgründers. Eine Phase der starken Expansion begann. 1998 wurde die in Tortosa (Provinz Taragona) beheimatete Agrupación Comercial SA (ACOSA) mit ihrem Netz von 150 Supermärkten in den Regionen Katalonien und Valencia übernommen, womit ein neuer Geschäftsbereich entstand. Ein Jahr später wurden die Abholmärkte von Booker España, in Montcada, Reixach und Mercabarna übernommen. Im Mai 2000 gründete GM die Franchise-Supermarktkette Suma. Im Jahr 2003 wurde Burgos Dilcasa mit 5 Cash-and-carry-Märkten unter die Marke GMcash integriert, 2006 folgte Puntocash, bis dahin die spanische Cash-and-carry-Tochter des französischen Handelskonzerns Carrefour, mit 29 Märkten.
Drei Jahre später wurden die neuen Geschäftsbereiche Export und, zur Belieferung der Cateringindustrie, GM Food Service aufgebaut. Im selben Jahr verließ GM den Einkaufsverbund IFA und wurde stattdessen Mitglied der 1993 aus dem Zusammenschluss von Centra Coop, Selex Ibérica und Spar Española entstandenen Einkaufsallianz Euromadi Ibérica (diese ist wiederum beteiligt an der EMD, einer Tochter der Markant AG). In der Folge übernahm GM im Franchise den Betrieb der Niederlassungen der niederländischen Handelsgruppe Spar in 28 spanischen Provinzen und ersetzte damit den Konkurrenten HD Covalco als Haupt-Lizenznehmer in Spanien. Im selben Jahr begann das Unternehmen mit der internationalen Expansion nach Lateinamerika, Europa, Marokko und China. Im Jahr 2010 lag die Miquel Alimentaciò Grup mit ein Umsatz von 960 Millionen Euro auf Rang 12 der größten Lebensmittelhändler Spaniens. 2013 veräußerte GM 57 Suma-Supermärkte in den Provinzen Tarragona und Castellón an Fragadis, den dortigen Exklusiv-Lizenznehmer von Spar.
Im Jahr 2015 erwarb ein Konsortium um das chinesische, in staatlicher Hand befindliche Lebensmittelkonglomerat Bright Food alle Anteile an Miquel Alimentació (Bright Food 72 %, den Staatsfonds JIC Investment 18 % und die private Donghuatong Group 10 %). 2017 gründete man in China die Tochtergesellschaft MIC Food Trading, um europäische Produkte nach China zu exportieren.
2018 benannte sich die Miquel Alimentaciò Grup im Zuge der Internationalisierung um in General Markets Food Iberica und weihte zur Verstärkung des Horeca-Bereichs, mit dem Ziel spanischer Marktführer zu werden, ein Logistikzentrum in Torrejón de Ardoz ein. 2019 wurden 4 Standorte von Sucesores de Pedro Sorian Buforn in GMcash integriert.
Im Mai 2021 wurde bekannt, dass GM Foods für angeblich rund 230 Millionen Euro vollständig von der schweizerischen Transgourmet Holding, die zum Handelskonzern Coop gehört, übernommen werden soll. Die Zustimmung der Wettbewerbsdirektion der Europäischen Kommission steht noch aus. Mitbieter um die Übernahme war zuletzt noch der katalanische Großhändler HD Covalco.